# Dyckia dissitiflora
Dyckia dissitiflora är en gräsväxtart som beskrevs av Schult. och Julius Hermann Schultes. Dyckia dissitiflora ingår i släktet Dyckia och familjen Bromeliaceae. Inga underarter finns listade i Catalogue of Life.